# Plagiodontia
Plagiodontes
Genre
Les Plagiodontes (Plagiodontia), sont un genre de Rongeurs de la famille des Capromyidae.
Ce genre a été décrit pour la première fois en 1838 par le zoologiste français Frédéric Cuvier (1773-1838), frère du célèbre naturaliste Georges Cuvier.

## Liste des espèces
Selon Mammal Species of the World (version 3, 2005)  (18 janv. 2013), ITIS (18 janv. 2013) et Catalogue of Life (18 janv. 2013)
- Plagiodontia aedium F. Cuvier, 1836 - Le Plagiodonte de Haïti, Hutia grimpeur de Cuvier ou encore Rat Cayes commun
- † Plagiodontia araeum Ray, 1964
- † Plagiodontia ipnaeum Johnson, 1948

Selon NCBI (18 janv. 2013) :
- Plagiodontia aedium